# Project Zero
 (mai 2021).
Si vous disposez d'ouvrages ou d'articles de référence ou si vous connaissez des sites web de qualité traitant du thème abordé ici, merci de compléter l'article en donnant les références utiles à sa vérifiabilité et en les liant à la section « Notes et références ».
Cet article concerne la série de jeux vidéo. Pour le jeu vidéo, premier de la série, voir Project Zero (jeu vidéo).
Pour les articles homonymes, voir Project Zero (homonymie).
Project Zero en Europe et Australie, nommée Fatal Frame en Amérique du nord et Zero (零 〜zero〜) au Japon, est une série de jeux vidéo de type survival horror éditée par Tecmo, débutée en 2001. Le premier jeu de la série, Project Zero, est sorti en 2001 sur PlayStation 2 et en 2002 sur Xbox. Cinq épisodes principaux sont sortis, sur PlayStation 2, Xbox, Wii ou Wii U, ainsi qu'un dérivé sur Nintendo 3DS.
La série est centrée autour du folklore japonais, des fantômes, de l'exorcisme et des rituels shinto. Le joueur est impliqué dans une quête mystérieuse, au cours de laquelle il doit résoudre de nombreuses énigmes et se défendre contre des fantômes. Il dispose pour cela d'un appareil photo possédant des propriétés surnaturelles.
Particulièrement apprécié au Japon, la série Project Zero est parfois comparée à une autre série de jeux vidéo du même type, Silent Hill. Une adaptation cinématographique a été annoncée à l'E3 2002. Elle devait être réalisée par John Rogers de DreamWorks. Finalement c'est le réalisateur japonais Mari Asato qui réalise le film Gekijōban Zero (劇場版 零〜ゼロ〜), sorti en septembre 2014.
En 2012, Nintendo a racheté la licence Project Zero et son spin-off Spirit Camera à Koei Tecmo.

## Vue d'ensemble

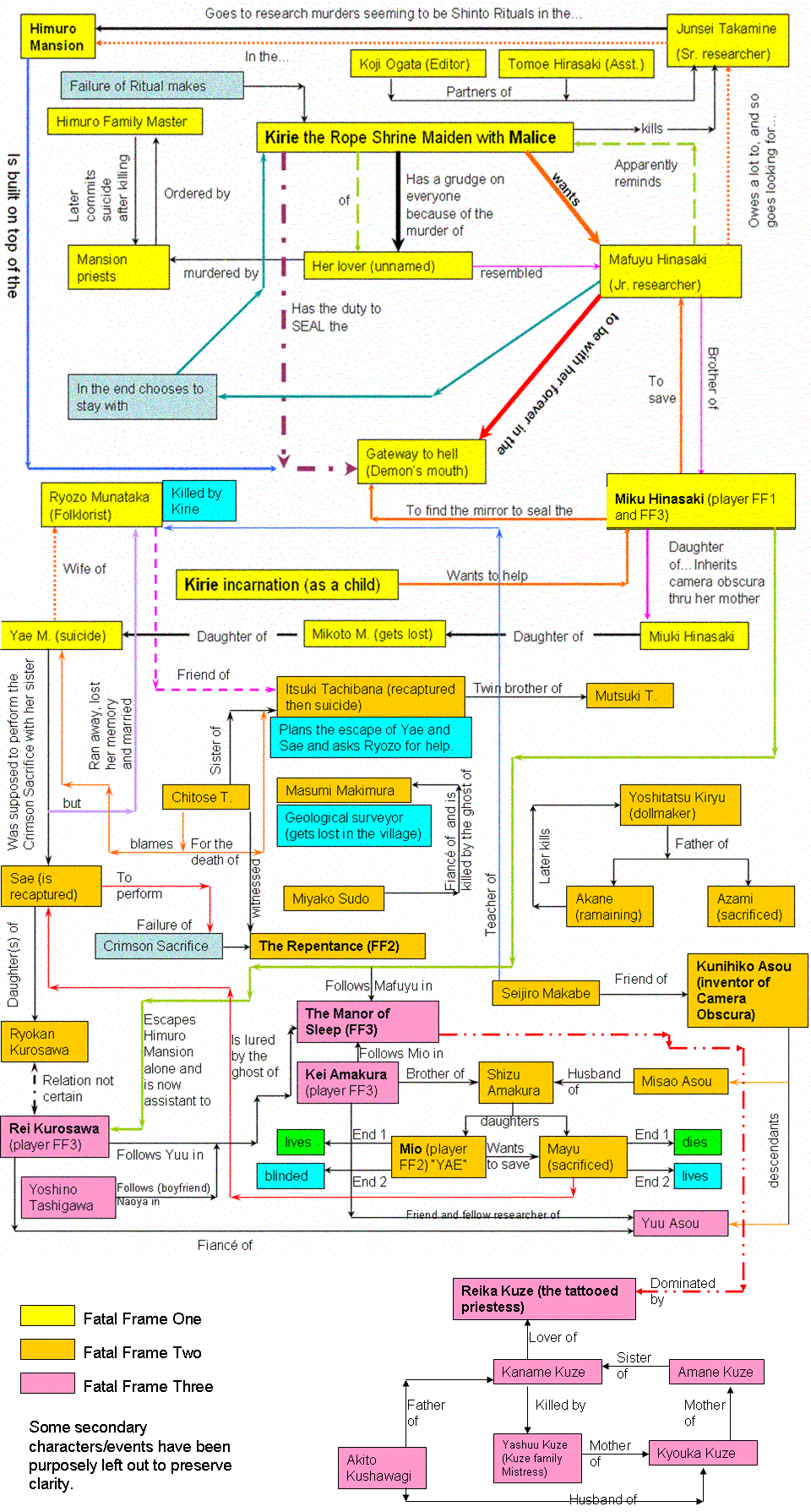
Une reproduction du menu corrélation.

Les épisodes de la série mettent en jeu de jeunes héros et héroïnes japonais, dotés d'un sixième sens. L'histoire se déroule généralement dans des lieux abandonnés, à la visibilité réduite. Comme dans tous les survival horror, le joueur doit combattre des créatures maléfiques. Ce sont ici des fantômes, errant et apparaissant soudainement à proximité du joueur. L'originalité du jeu repose dans la façon de combattre les ennemis. Le joueur ne dispose pas d'arme à feu comme dans la série Alone in the Dark et la plupart des autres jeux du genre, mais d'un appareil photo utilisant des films dotés de pouvoirs surnaturels. Le sentiment de vulnérabilité est amplifié par l'apparence fragile du personnage incarné par le joueur. Les ennemis sont rarement plusieurs à l'écran, et l'ambiance inquiétante est créée par la possibilité d'être surpris à tout moment. Les fantômes représentent généralement des humains à l'expression torturée, parfois ayant été victimes de mutilation ou de torture. Le jeu compense ainsi l'absence d'horreur « physique » classique dans les jeux présentant des scènes sanglantes et des monstres repoussants comme la série des Resident Evil.
Parallèlement, le joueur doit résoudre une quête, et ainsi de nombreuses énigmes. Pour cela, il dispose par exemple dans le premier opus de la série d'un menu corrélation, dans lequel sont recensées les informations glanées au cours du jeu. Les énigmes impliquent généralement logique et recherche d'indices, se rapprochant ainsi de la série Silent Hill.
Une dernière particularité des jeux de cette série est d'être découpés en chapitres. Le scénario peut alors se dérouler sur un laps de temps très court (quelques jours, ou quelques heures)

## Liste des jeux de la série

### Épisodes principaux

#### Project Zero 1
Project Zero est le premier jeu de la série, sorti en 2001 sur les consoles PlayStation 2 et Xbox.
L'histoire se déroule en 1986. Le joueur contrôle une jeune japonaise nommée Miku à la recherche de son frère Mafuyu, journaliste disparu dans un vieux manoir abandonné alors qu'il faisait des recherches sur un romancier lui aussi disparu. Armée de son seul appareil photo, Miku, piégée dans le manoir, continue à chercher son frère tout en luttant contre les spectres rodants dans la propriété. La jeune fille devra aussi percer le secret de la mystérieuse malédiction pesant sur le Manoir Himuro et concernant une jeune fille au cœur brisé vêtue d'un kimono blanc et trainant des cordes.

#### Project Zero 2 - Le Papillon Écarlate
Project Zero II: Crimson Butterfly est sorti en 2003 sur PlayStation 2 et Xbox et en 2012 sur Wii.
Deux sœurs jumelles, Mio et Mayu, sont entraînées par un papillon écarlate dans un mystérieux village perdu dans la forêt. Mio doit alors percer les secrets d'un antique rituel très cruel, alors que sa sœur tombe petit à petit sous l'influence d'un esprit maléfique : Sae. Aidée d'un jeune homme aux cheveux blancs prisonnier dans un petit bâtiment et d'une petite fille devenue folle par la mort de sa sœur jumelle, Mio, voulant tenir une promesse qu'elle a fait jadis à son aînée, essaiera de libérer Mayu de l'emprise de Sae.
Un remake intitulé Project Zero 2 : Wii Edition est sorti en Europe le 29 juin 2012 sur Wii. Le jeu met toujours en scène Mio et Mayu sillonnant le village de Mikanami mais leur tenue a été modifiée pour leur donner une apparence plus mature. Les développeurs ont également ajouté quelques fantômes et deux fins alternatives. Les graphisme ont été aussi améliorés. Désormais, un mode Maison Hantée est disponible, contenant 3 mini-jeux pouvant se jouer à deux manettes. Grâce à cette option, le deuxième joueur peut déclencher l'apparition de fantômes ou faire émettre un bruit de la télécommande du premier joueur. Ce nouveau mode met en scène Kureha, jeune femme pouvant lire dans l'âme des gens et ayant perdu sa sœur jumelle à la naissance.

#### Project Zero 3 - The Tormented
Project Zero 3: The Tormented est sorti en 2005, exclusivement sur PlayStation 2.
Il met en scène une photographe du nom de Rei Kurosawa, qui après la mort de son fiancé dans un accident de voiture, décide d'aller faire un reportage dans un vieux manoir. Ledit manoir serait, d'après les rumeurs, hanté. Lors des prises de vues dans le manoir, le fantôme de Yuu, le fiancé décédé de Rei, apparaît dans le viseur de l'appareil photo. Troublée, Rei se met à la poursuite de Yuu et se retrouve au sol encerclée par quatre fillettes qui lui plantent des clous dans les pieds et les mains.
Dans ce troisième volet, on retrouve Miku Hinasaki, qui apparaissait dans le premier volet. Cette dernière est devenue l'assistante de Rei et habite chez elle. Project Zero 3 met en scène trois personnages, à savoir Rei, Miku et Kei Amakura (l'oncle de Mio et Mayu), chacun effectuant une mission indépendamment. Rei s'aperçoit à la fin de chaque mission qu'un tatouage bleu représentant un serpent lui recouvre progressivement le corps lorsqu'elle se réveille.
Le jeu reprend les ingrédients des premier et deuxième volets, à savoir l'utilisation de la caméra obscura.
À la différence des deux premiers volets, les personnages évoluent dans la maison de Rei en plein jour et ne peuvent se rendre dans le manoir que pendant leur sommeil.

#### Project Zero 4 - Le Masque de l'Éclipse Lunaire
Project Zero : Le Masque de l'Éclipse Lunaire est sorti en 2008, uniquement au Japon, exclusivement sur Wii. Une version remastérisée est sortie dans le monde entier en 2023 sur Nintendo Switch, PlayStation 4, PlayStation 5, Windows, Xbox One et Xbox Series.
Des gens masqués entourent les cinq petites filles jouant l'accompagnement de la femme dotée d'un masque dansant au centre de la scène. Ainsi, ce serait donc le fameux Kagura de Rougetsu, celui qui guérit ce syndrome propre de l'île ? La musique s'arrête brutalement et…
Ruka n'a gardé aucun souvenir de son enfance, et le peu qui lui reste s'efface, ses mémoires disparaissant l'une après l'autre.
Les mémoires de 3 jeunes filles sont comme gommées de la réalité, celles-ci étant atteintes du Syndrome de Rougetsu (ou Luna Sedata Syndrome). Après la mort de deux de leurs amies, Misaki et Madoka décident de retourner sur l'île de Rougetsu, lieu où Choushiro Kirishima - à l'époque policier - les avait trouvées après que Misaki, Madoka, Ruka et leurs amies décédées aient été enlevées par un meurtrier. N'ayant pas de nouvelles de Misaki et Madoka, Ruka Minazuki décide de partir à leur recherche.
C'est dans le mystérieux Hôpital Haibara où rôde les âmes torturées des patients et des infirmières que Ruka et ses amies essaieront de retrouver leurs souvenirs enfouis dans le sous-sol de l’hôpital tout en essayant de "démasquer" la mystérieuse femme présente dans leurs souvenirs, qui, comme envoutée, dansait au clair de lune.
Le jeu met en scène quatre personnages : Ruka Minazuki-Yomotsuki, Misaki Asou, Madoka Tsukimori et Choushiro Kirishima. Chacun a son propre but dans l'aventure : Ruka souhaite savoir qu'est devenu son père (celle-ci ayant quitté l'île avec sa mère peu après le Kagura), Misaki veut découvrir son lien avec la femme masquée, Madoka essaie tant bien que mal de couper Misaki de son passé de peur que celle-ci ne l'oublie et Choushiro devenu détective pourchasse le kidnappeur et meurtrier You Haibara qui selon les rumeurs aurait pratiqué des expériences aux conséquences mortelles sur certains patients de l'hôpital, le fils du directeur de la clinique. Choushiro découvrira-t-il peut-être pourquoi You est tant attaché à la femme masquée ?
C'est la première fois dans un jeu Project Zero que le joueur peut combattre avec un objet autre que la Camera Obscura : Choushiro est équipée de la Lampe spectrale.

#### Project Zero 5 - La Prêtresse des Eaux Noires
Project Zero : La Prêtresse des Eaux noires est sorti en 2014 au Japon et en 2015 en Europe et en Amérique du Nord sur Wii U.
Hisoka Kurosawa est la propriétaire d'un petit café antique au pied du mont Hikami, un lieu reconnu pour être un endroit où les gens viennent se suicider et qui est reconnu pour ses activités paranormales. Autrefois l'attraction des touristes pour son temple maintenant abandonné. Hisoka possède un don de vision, qu'elle utilise pour retrouver des objets ou des personnes disparues. Elle recueille Yuri Kozukata, une jeune femme qu'elle a sauvé in-extremis d'une tentative de suicide sur le mont Hikami. Sachant que Yuri a également un don, elle lui enseigne à lire les ombres, mais leur première expédition tourne mal. Hisoka disparait lors d'une enquête et Yuri commence à s’inquiéter. Fuyuhi Himino se présente au café pour avoir des nouvelles de sa demande de recherche. Yuri décide de résoudre elle-même l'enquête, en espérant retrouver Hisoka.

### Dérivés

#### Spirit Camera: Le Mémoire maudit
Spirit Camera: Le Mémoire maudit est un jeu pour Nintendo 3DS sorti le 29 juin 2012 en Europe. Guidé par l'esprit d'une jeune femme amnésique, le joueur doit lever le mystère qui entoure une voleuse de visages. On affronte les fantômes à l'aide de l'appareil photo de la console. La résolution des énigmes est liée au carnet de RA livré avec le jeu.

#### Real Zero: Another Edition
Real Zero: Another Edition est un jeu pour téléphone portable sorti en 2004, exclusivement au Japon. Le joueur doit capturer plus de 70 fantômes en utilisant la fonction appareil photo de son téléphone.

#### [Roman] Projet Zero: Un mal qui n’atteint que les filles
Novélisation d'Eiji Ōtsuka. Le titre original se traduit littéralement par « Zéro – Un mal qui n’atteint que les filles » (零 〜ゼロ〜 女の子だけがかかる呪い). L'histoire se déroule dans un lycée privé catholique. Après qu'une fille se soit enfermé dans sa chambre, des filles disparaissent mystérieusement suivant apparemment une apparition de cette dernière. Leur point commun, avoir toutes vu la même photo.

#### [Film] Projet Zero: Un mal qui n’atteint que les filles
Un film basé sur une novélisation d'Eiji Ōtsuka, Projet Zero : Un mal qui n’atteint que les filles réalisé par Mari Asato. Le titre original se traduit littéralement par « Zéro – Un mal qui n’atteint que les filles » (零 〜ゼロ〜 女の子だけがかかる呪い). Il est sorti le 26 septembre 2014,. L'histoire est la même que le roman.

## Référence dans d'autres médias
- Resident Evil 3 Remake : Carlos dit en voyant un appareil photo "Si seulement on pouvait les tuer avec un appareil photo..."
- Hayate the Combat Butler : Dans le chapitre 177, Isumi propose un appareil photo qui aurait des propriétés surnaturelles, Hayate et Nagi font référence dans leurs pensés à un jeu ayant un appareil permettant d'éliminer les fantômes.